# 里蒙
里蒙（法語：Rimons）是法国吉伦特省的一个市镇，属于朗贡区（Langon）蒙塞居县（Monségur）。该市镇总面积14.38平方公里，2009年时的人口为202人。

## 人口
里蒙人口变化图示